# ماريا ميلر
ماريا فرانسيس لويس ميلر (بالإنجليزية: Maria Miller)‏(ولدت في 26 مارس 1964) سياسية بريطانية وعضوة حزب المحافظين، وكانت عضوة عنه بمجلس العموم عن (باسينستوك) منذ عام 2005 كانت عضوًا في مجلس الوزراء وزيرة للدولة لشؤون الثقافة والإعلام والرياضة ووزيرة لشئون المرأة والمساواة. وكانت ميلر قد أجبرت على الاستقالة في أبريل 2014 نتيجة ضغط الرأي العام، حيث كانت متهمة بالإكثار من النفقات والتي اعتبرها الرأي العام إنفاقًا متعمدًا بقصد التربح.

## حياة مبكرة
ولدت ميلر في ولفر هامبتون، وهي ابنة جون لويس، ولكنها ترعرعت في بريدجيند في ساوث ويلز. وقد تلقت تعليمها في مدرسة برينتيج قبل التحاقها بكلية لندن للاقتصاد والتي تخرجت منها في عام 1985.
وبعد تخرجها التحقت بشركة للإعلانات المحدودة، لكنها تركتها عام 1990، وأصبحت مدير التسويق في تكساسو. ولكنها عادت مرة أخرى جري والتي كانت قد تركتها في عام 1990. وعملت بشركة تكساسو لمدة خمس سنوات في منصب المدير، قبل أن تصبح مدير لمجموعة رولاند في عام 1999 لمدة أربع سنوات.

## الحياة البرلمانية
انضمت ميلر لحزب المحافظين في عام 1983 وتنافست في الإنتخابات على شمال شرق ولفدهامبتون عام 2005، ولكنها هُزمت. وشغلت في 2001 ولمدة عام منصب رئيس رابطة ولفرهامبتون.
اُنتخبت ميلر لأول مرة في عام 2005 في الانتخابات العامة كعضو في مجلس العموم. بعد تقاعد عضو حزب المحافظين السابق أندرو هنتر، والذي كان قد انشق عن الحزب الإتحادي الديمقراطي بأيرلندا الشمالية وذلك قبل تنحيه.
عملت في البرلمان لمدة سنة منذعام 2005 كاعضو في لجنة التجارة والصناعة تحديدًا.
بعد ذلك في 2005، عينها رئيس الوزراء ديفيد كاميرون المتحدثة باسم تعلم الظل ومهارات الفريق. كما عينت بعد ذلك وزيرة للأسرة في عام 2007.
وبعد الانتخابات العامة في 2010 عينت من قبل البرلمان وزيرة للخارجية وشئون المعاقين في وزارة العمل والمعاشات.
في مايو 2012، طلبت من رئيس الوزراء بالاستمرار في تقديم مقترحات لزواج المثليين بانجلترا وويلز، على الرغم من التصويت العام إما ضد أو الامتناع عن التصويت على هذا الموضوع من قبل البرلمان.
في 4 سبتمبر2012، تم تعيين ميلر وزيرة الدولة لشئون الثقافة والإعلام والرياضة ووزيرة شئون المرأة والمساواة، وذلك في أول تعديل وزاري موسع يقوم به ديفيد كاميرون على حكومته.
في فبراير2013، أُعتبرت ميلر بأنها من أكثر 17 امرأة نفوذًا في المملكة المتحدة من قبل «ساعة للمرأة» على شبكة راديو بي بي سي 4.

## الإدعاءات بزيادة النفقات
في ديسمبر 2012، ذكر تقرير صادر من صحيفة ديلي تيليجراف بأن مابين عام 2005 إلى 2009، فإن ميلر حصلت على 90 ألف يورو من النفقات البرلمانية لفك الرهن العقاري عن منزل والديها في جنوب لندن.

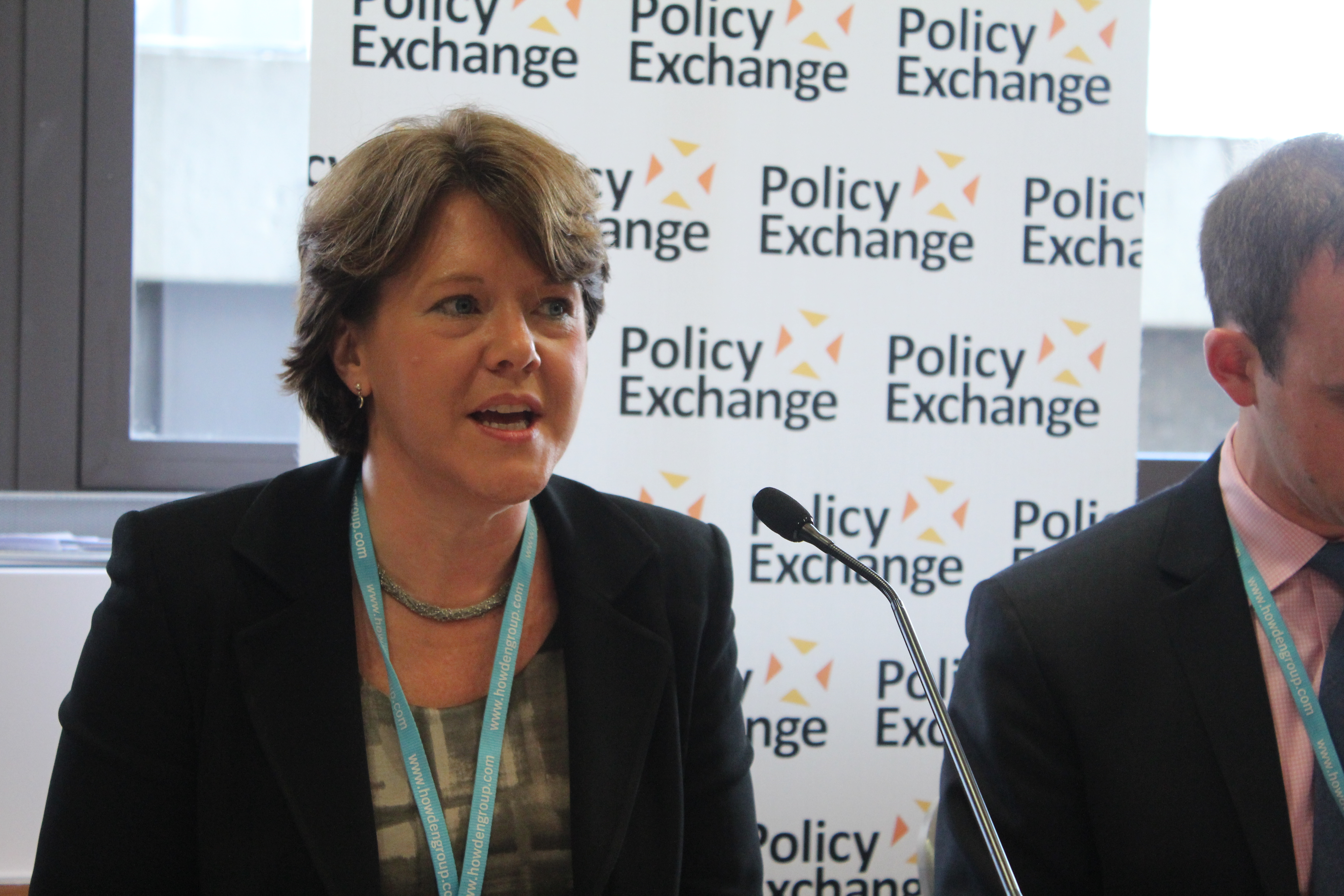
ميلر في عام 2012

وقد ذكر التقرير أنها أحيلت بعد ذلك إلى المفوض البرلماني للمعايير، جون ليون،  للتحقيق في هذه الأتهامات. وكان من المقرر أن ينهي ليون مدته كمفوض في نهاية ديسمبر، وبالتالي أكملت التحقيق خليفته كاثرين هدثون والتي أجرت باقي التحقيقات.
وقال اليستير جراهام، والذي كان يرأس لجنة معايير الحياة العامة منذعام 2003 وحتى عام 2007، بأن مركز كوزيرة شئون الثقافة بأنها لايمكنها الاستمرار في منصبها، إذا ثبت أنها فعلت ذلك، وذكر قضية مشابهة حدثت عام 2009 وهي حالة توني ماكنولتي، والذي استقال، بعد أن ثبتت إدانته في فضيحة النفقات البرلمانية.
وكان رد فعل ميلر على التقارير بأن رتبت وضعها المالي، وذلك بعد الفحص المالي لمناسبتين منذ أن أصبحت برلمانية ولم توجد أية مشاكل فيهما، وبالنسبة لأن والديها كانا يعيشان معها وفقًا للجنة المعايير البرلمانية فقد كانوا مستقلين بحياتهم، واعتبر رئيس الوزراء ديفيد كاميرون بأن ذلك الرد تفسيرًا ممتازًا وقد كان راض عنه.
بعد وقت قصير من تفجير صحيفة التلجراف قصة نفقات ميلر، قد تبين أن كلا من كرايج أوليفر المتحدث باسم ديفيد كاميرون، جواناهيندلي مستشار ميلر الخاص كانا قد اتصلا بالصحيفة لتحذيرهم قبل النشر لمنعها من نشر هذا التقرير. وفقًا للصحيفة فقد كان التهديد يدور حول دور ميلر في اقتراح القوانين بشأن تنظيم الصحافة.
تحقيق هدسون استمر أكثر من عام، وتم تسليم النتيجة لمجلس العموم في فبراير 2014. وفي نفس التاريخ، فإن مفوض لجنة المعايير قد توصل إلى أن ميلر على خطأ، أوصت اللجنة بأن تدفع ميلر 45.000 يورو.
في 3 أبريل 2014، وبالرغم من توصية مفوض اللجنة إلا أن مجلس العموم وجد أن هذه النتيجة شديدة الصرامة،  وطالب ميلر بسداد 5.800 يورو، بدلًا من المبلغ الذي أوصت به اللجنة وأمر مجلس العموم ميلر بأن تقدم اعتذار عن الخطأ الذي حدث في تعاملها مع النفقات، وبالفعل قدمت الأعتذار أمام مجلس العموم في 32 ثانية.
ويُعتقد أن ميلر هي أول وزير يُجبر على تقديم الاعتذار عن سوء استخدام للنفقات. وأعرب ديفيد كاميرون عن دعمه القوي والكامل لميلر.
ولسوء حظ ميلر، فلم تهدأ قضية النفقات واحيلت إلى التحقيق مرة أخرى عن طريق بلاغ من النائب توماس دوشيرتي، وأعرب كاميرن عن تمنيه بأن تترك الصحافة الأمر وتترك القضية تسير دون متابعة صحافية.
وفي 4 أبريل كان هناك تقريرًا بأن ميلر حاولت أن تتدخل في التحقيقات لتكسبها لصالحها، حيث ذكرت كاثرين هدثون«بأن ميلر كانت تتصرف تصرفات غير قانونية حيث قانت بتهديد اللجنة أثناء سير التحقيقات» 
ووصفت أليستر جرهام تدخل ميلر وتهديداتها بأنها«استثنائية» وفي نفس الوقت «صادمة للغاية».
أدت هذه التحققات إلى تراجع شعبية حزب المحافظين والتي كانت تنتمي إليه ميلر. وفي 6 أبريل، قال جون مان من حزب العمال «أنه لمن المدهش أن تبقى ميلر بعد كل ذلك عضوًا بمجلس الوزراء» وبالرغم أيضًا من أن كثير من الشخصيات داخل حزبها انتقدوا علنًا ذلك الوضع.
ولم تجد صنداي تلجراف الصحيفة الأكثر انتشارًا سببًا لدعم ميلر، وفي تطور أخر، تم ظهور وثائق جديدة تفيد بأن ميلر قد تهربت من الضرائب على أرباح منزلها التي باعته وربحت فيه مليون جنيه استرليني.
وفي 8 أبريل، في العمود الأسبوعي لإحدى الصحف المحلية، أعلنت إحدى الهيئات أن ميلر خذلتهم، وجلبت سمعة سيئة للبرلمان.
في 9 أبريل 2014، استقالت ميلر من منصبها بمجلس الوزراء، ولكنها لم تبد اعتذارًا في خطاب استقالتها.، وكان هناك اجتماعًا مقررًا في ذلك اليوم بين ديفيد كاميرون والنواب المحافظين، حيث ذكر لهم أنه لم يكن مضطرًا لإقالة ميلر. وعبر عن حزنه لتركها المنصب، وقال أنها ستكون قادرة على العودة مرة أخرى من خلال التجديد النصفي بالبرلمان. ويبدو أن دعم رئيس الوزراء لميلر ظل لأخر لحظة وحتى بعد تقديمها الاستقالة، وهو الأمر الذي كان محل نقد.
ومع ذلك قال ساجد جاويد، خليفة ميلر " بأن الرأي العام كان على حق في الحكم على ميلر، فلم يكونوا على خطأ في ذلك، وكان مهم لميلر أن" تتقبل بأنها كانت على خطأ".

## حياتها الشخصية
تزوجت ميلر عام 1990 ولها ثلاثة أبناء.